# Lupul mărilor
Lupul mărilor este un film românesc din 1971 regizat de Alecu Croitoru. Rolurile principale au fost interpretate de actorii Raimund Harmstorf, Edward Meeks, Emmerich Schäffer.

## Distribuție
Distribuția filmului este alcătuită din:
- Dumitru Honciuc — O'Leary
- Sandu Popa — Yohnson
- Emmerich Schäffer — Thomas Mugridge
- Boris Ciornei — Louis
- Edward Meeks — Weyden
- Raimund Harmstorf — Lup Larsen
- Mircea Albulescu — Suedezul
- Frantz Seidenschwan — Joe
- Ion Bog — Latimer
- Dieter Schidor — Frisco Kid
- Peter Kock — Leach
- Colea Răutu — Pete